# امیری سفلی (آمل)
امیری سفلی، روستایی از توابع بخش لاریجان شهرستان آمل، در استان مازندران ایران است.

## جمعیت
این روستا در دهستان بالا لاریجان قرار دارد و براساس سرشماری مرکز آمار ایران، جمعیت آن ۲۰۰ نفر می‌باشد.
فاصله سفلی تا مرکز بخش (گزنک) ۶ کیلومتر و تا مرکز شهرستان آمل ۷۲ کیلومتر است.